# Pèrdua d'innocència
Pèrdua d'innocència (títol original: The Greengage Summer, anomenada Loss of Innocence als Estats Units) és una pel·lícula dramàtica britànica de 1961 dirigida per Lewis Gilbert i protagonitzada per Kenneth More i Susannah York (en el seu primer paper protagonista). Es va basar en la novel·la The Greengage Summer (1958) de Rumer Godden. Ambientada a Épernay, a la regió de Xampanya de França, és la història de la transició d'una adolescent a dona. Està doblada al català.
Més tard, More la va nomenar com la seva pel·lícula preferida, afirmant: "[Susannah York] tenia només vint-i-un anys i una criatura adorable... va ser una de les pel·lícules més felices en què he treballat".

## Argument
El despertar de la infància a la vida i l'amor d'una noia britànica durant unes vacances a França.

## Repartiment
- Kenneth More com Eliot
- Danielle Darrieux com Mademoiselle Zisi
- Susannah York com Joss Grey
- Claude Nollier com Madame Corbet
- Jane Asher com Hester Grey
- Raymond Gérôme com inspector de policia Renard
- Maurice Denham com Uncle William
- André Maranne com M. Dufour
- Harold Kasket com M. Prideaux
- Jacques B. Brunius com M. Joubert
- Joy Shelton com Mrs. Grey
- Bessie Love com turista americana

## Producció
La pel·lícula va ser una coproducció entre Victor Saville i Edward Small per a United Artists. Es pretenia que fos una de les diverses que van fer junts, una adaptació mai filmada de La ratera que pretenia ser una altra, sent la tercera Legacy of a Spy. Cary Grant va ser l'opció original per al protagonista masculí. Tanmateix, la pel·lícula es va muntar finalment a Columbia.
Segons Lewis Gilbert, Victor Saville va enviar el guió a Kenneth More abans que ell.
Més tard va escriure que Lewis Gilbert va insistir que fes una dieta abans de fer la pel·lícula per tal que fos més creïble com a protagonista romàntic. More ho va fer perquè tenia moltes ganes de fer la pel·lícula.
Originalment a Hayley Mills se li va oferir un paper principal. Gilbert diu que la seva dona va veure Susannah York a l'escenari en una producció de The Crucible. Això va fer que fos audicionada i se li va donar el paper.
El rodatge va començar el 29 d'agost de 1960 als Shepperton Studios .

## Recepció
La pel·lícula es va estrenar el 5 d'abril de 1961 a l' Odeon Leicester Square del West End de Londres. Les crítiques van ser positives. Variety ho va anomenar un "drama romàntic pausat".
Gilbert va dir que la pel·lícula "va rebre notes extraordinàriament bones", però "no va fer el que hauria de tenir" a la taquilla encara que "no va sortir malament". Més tard va argumentar que les pel·lícules sobre una noia jove enamorada d'un home gran no treballaven a taquilla com Love in the Afternoon.
Lewis Gilbert pensava que Kenneth More estava mal interpretat. "Era d'alguna manera massa normal, no va funcionar del tot; aquest és un paper que hauria d'haver interpretat Dirk [Bogarde] perquè us podríeu imaginar una noia de quinze o setze anys enamorant-se de Dirk". Va ser l'última pel·lícula que More i Gilbert van fer junts després de diverses col·laboracions d'èxit.
Susannah York també va sentir que, tot i que "estimava" la pel·lícula, "no vaig pensar que fos una pel·lícula totalment reeixida. Sempre vaig sentir que Dirk Bogarde era la persona per al paper de Kenneth More. Necessitava algú amb un toc de misteri fosc. i Dirk hauria estat perfecte". (York i Bogarde van aparèixer junts uns anys més tard a la comèdia dramàtica d'espies Sebastian, estrenada el 1968).